# アルファ銀行
アルファ銀行 (ロシア語: Альфа‐банк, 英語: Alfa Bank) は、ロシア最大の民間商業銀行。アリファ銀行とも。新興財閥（オリガルヒ）アルファ・グループの中枢企業。
取締役会議長（会長）は、ミハイル・フリードマン。頭取はピョートル・アーヴェン（ピョートル・アベン）。1990年設立。本店は、モスクワ市カランチェフスカヤ通りにある。銀行は3万の法人と25万の個人に銀行サービスを供与している。

## 拠点
ロシア国内の支社数は、75支社あり、カザフスタン、ウクライナ、オランダに子会社、アメリカとイギリスに支社がある。